# Talp daurat del Cap
El talp daurat del Cap (Chrysochloris asiatica) és un petit mamífer insectívor de la família Chrysochloridae (talps daurats). És originari de certes regions occidentals de Sud-àfrica.